# Chrysler Laser
Der Chrysler Laser war ein vom US-amerikanischen Automobilhersteller Chrysler von 1983 bis 1986 produziertes Fließheck-Sportcoupé mit Frontantrieb.
Der Chrysler Laser basierte auf der verkürzten Plattform der Chrysler K-Cars (Dodge Aries bzw. Plymouth Reliant). Er war Teil des Entwicklungsprojektes G24 und damit Schwestermodell des Dodge Daytona. Während dieser aber bis 1993 in Produktion blieb, entfiel der Laser bereits mit dem Ende des Modelljahres 1986. Ein entsprechendes Plymouth-Modell gab es nicht. In Europa wurde der Daytona als Chrysler Daytona verkauft.

## Geschichte
Zum Modelljahr 1984 erschien der Chrysler Laser mit moderner, im Profil ein wenig an den Porsche 928 erinnernden, Karosserie in den Ausführungen Basis (2,2 l-Vierzylinder) und XE (2,2 l-Turbomotor). Vom Daytona unterschied er sich optisch nur geringfügig, allerdings gab es für den  Laser keine dem Daytona Turbo Z entsprechende Variante, und der Laser XE besaß ein elektronisches Armaturenbrett.
1985 wurde die Leistung des Turbomotors auf 148 PS erhöht. Kleinere Änderungen betrafen den Unterbodenschutz und zwei neue Lackfarben. Gegen Aufpreis gab es ein XT-Paket, das Front- und Seitenschürzen, Breitreifen, Ladedruckanzeige und Sportfahrwerk beinhaltete.
Zum Modelljahr 1986 wurde die XT-Version in den Status eines eigenständigen Modells erhoben. Ein neues Extra war das T-Roof mit herausnehmbaren Dachhälften aus getöntem Glas. Zum Ende des Modelljahres wurde der Laser aus dem Programm genommen. Als Nachfolger kann der Plymouth Laser gelten, ein Ableger des Mitsubishi Eclipse, da alle Chrysler-Händler in den USA auch die Marke Plymouth vertraten.
Vom Chrysler Laser entstanden in drei Jahren 147.500 Exemplare.

Das Recht zur Nutzung des Namens Laser erwarb Chrysler von Elite Enterprises.

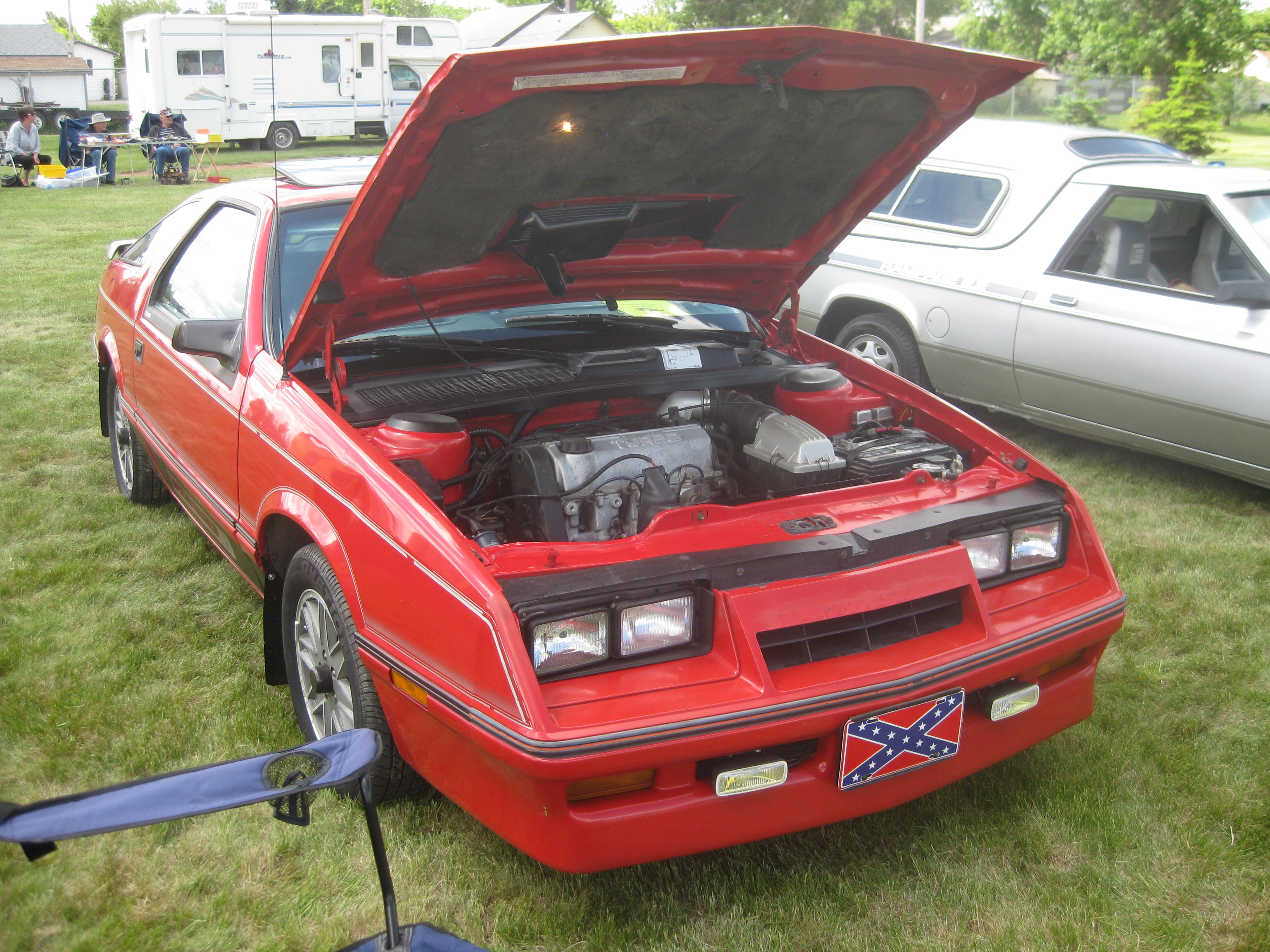
Chrysler Laser XT (1985)
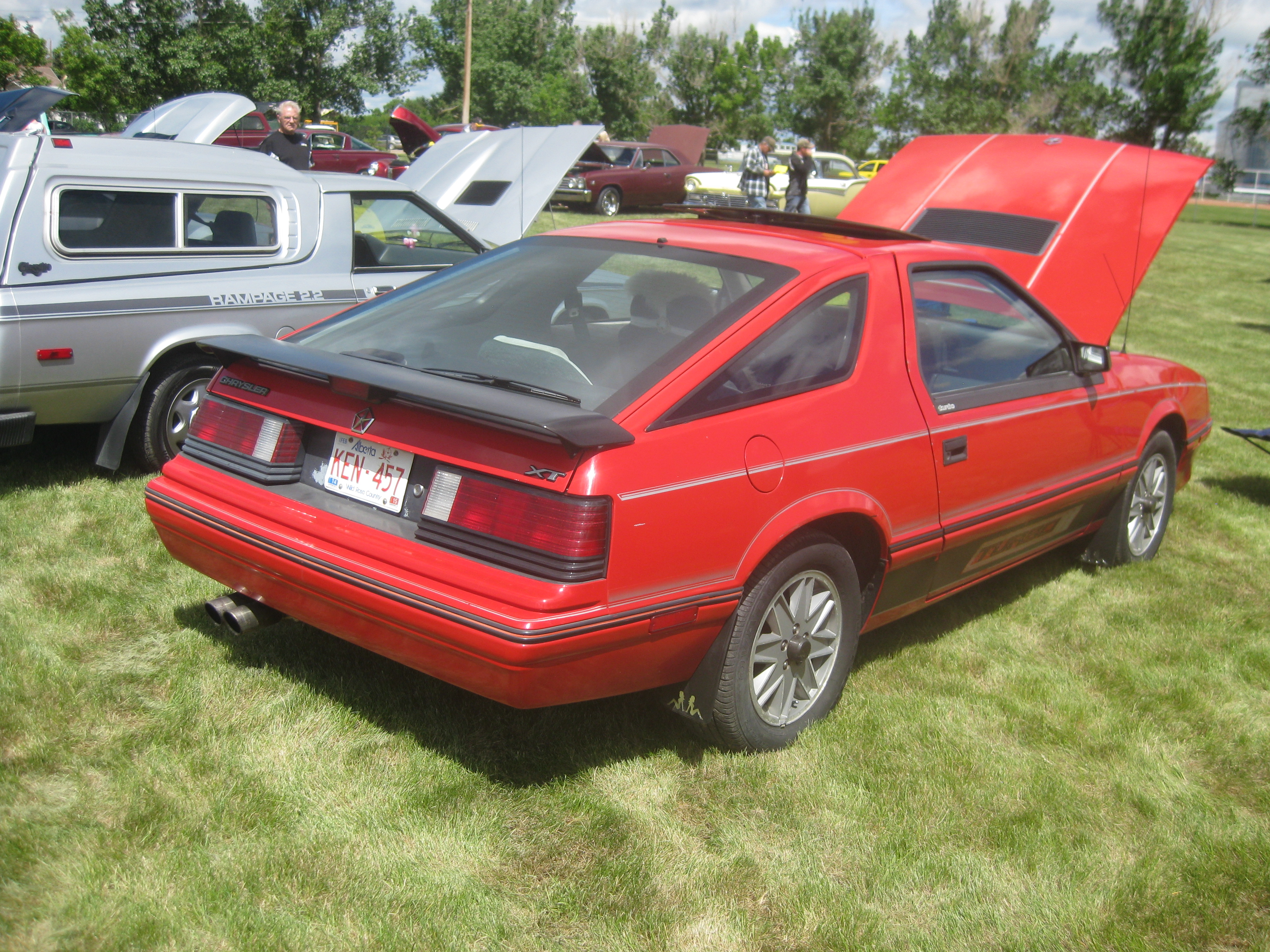
Heckansicht
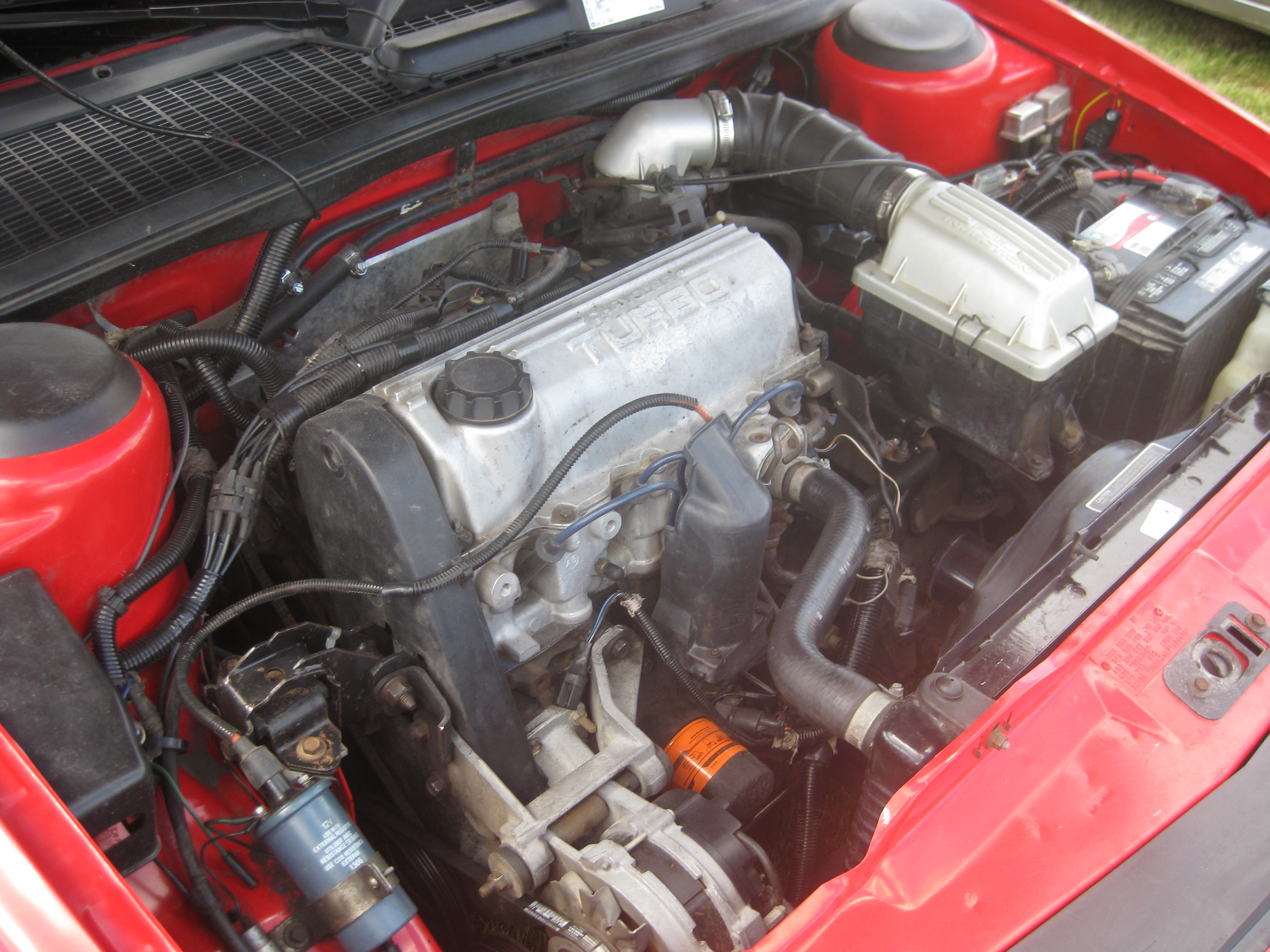
Motorraum
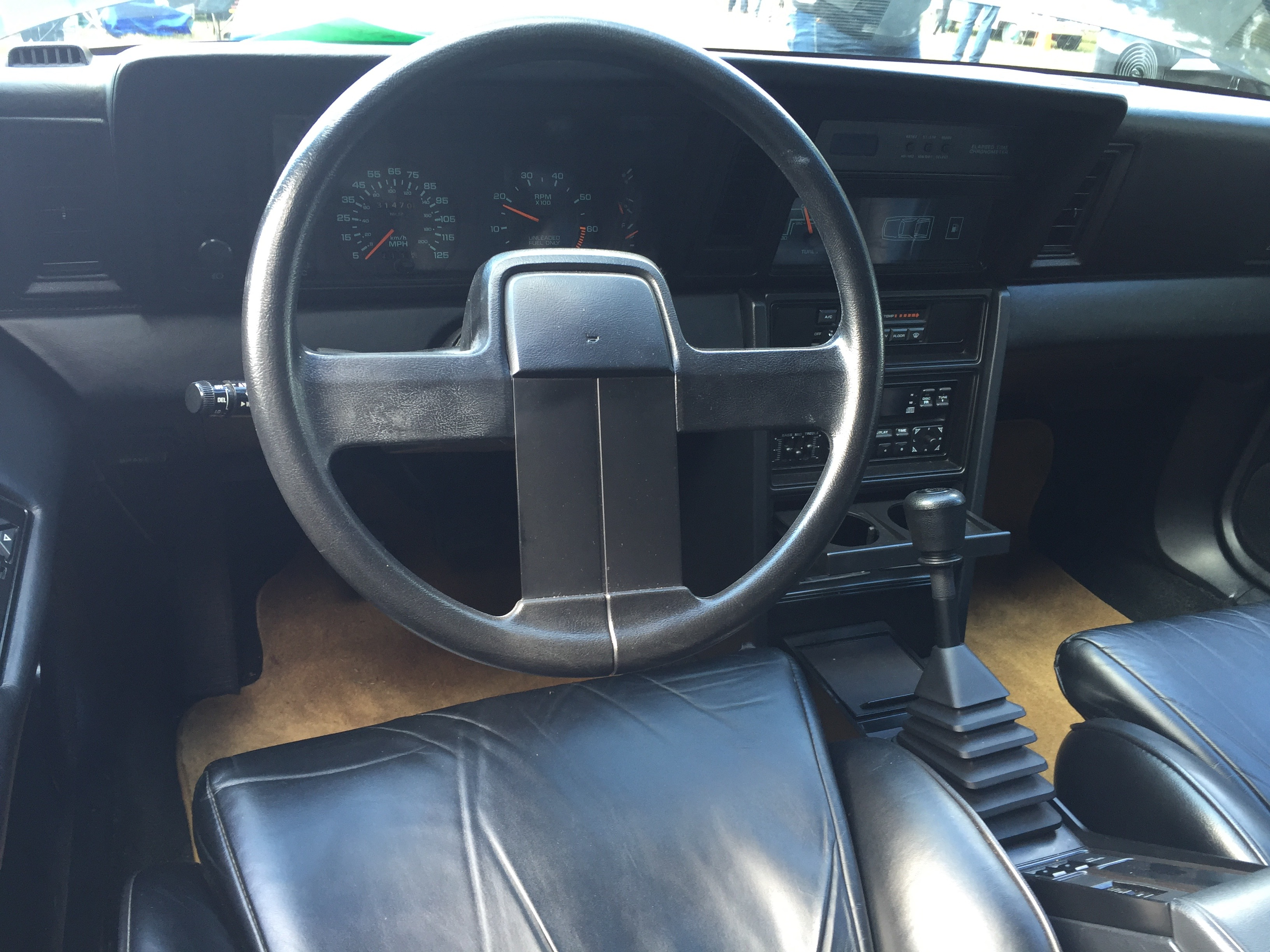
Armaturenansicht